# 訃報 2015年11月
訃報 2015年11月（ふほう 2015ねん11がつ）では、2015年11月に物故した、又は物故が報じられた人物についてまとめる。

## （1日 - 15日）

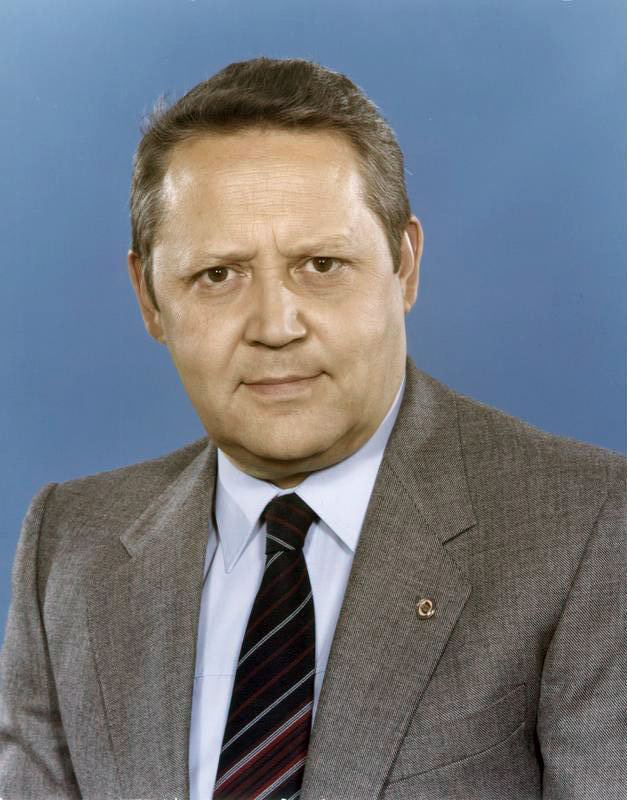
ギュンター・シャボフスキー／11月1日没

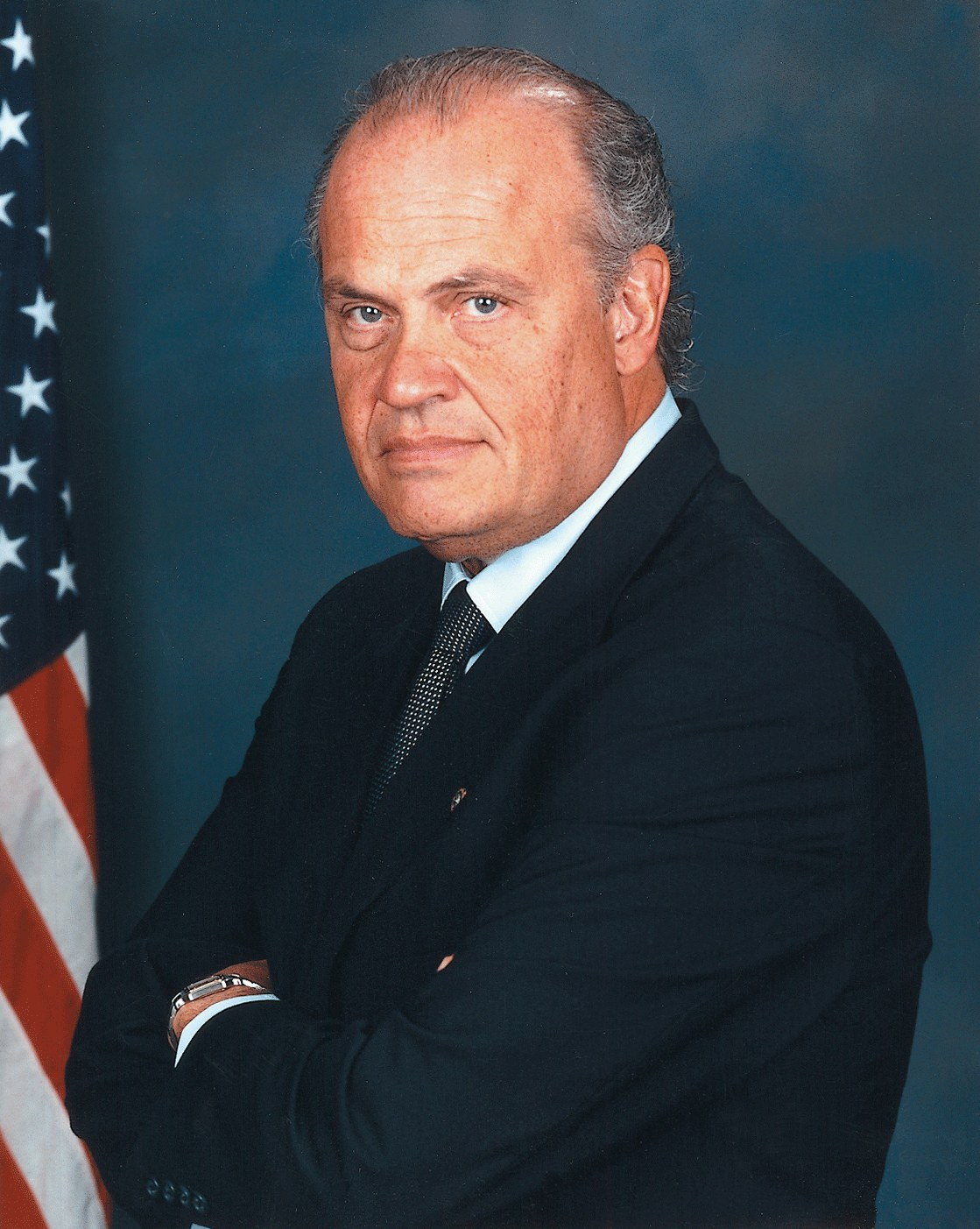
フレッド・トンプソン／11月1日没

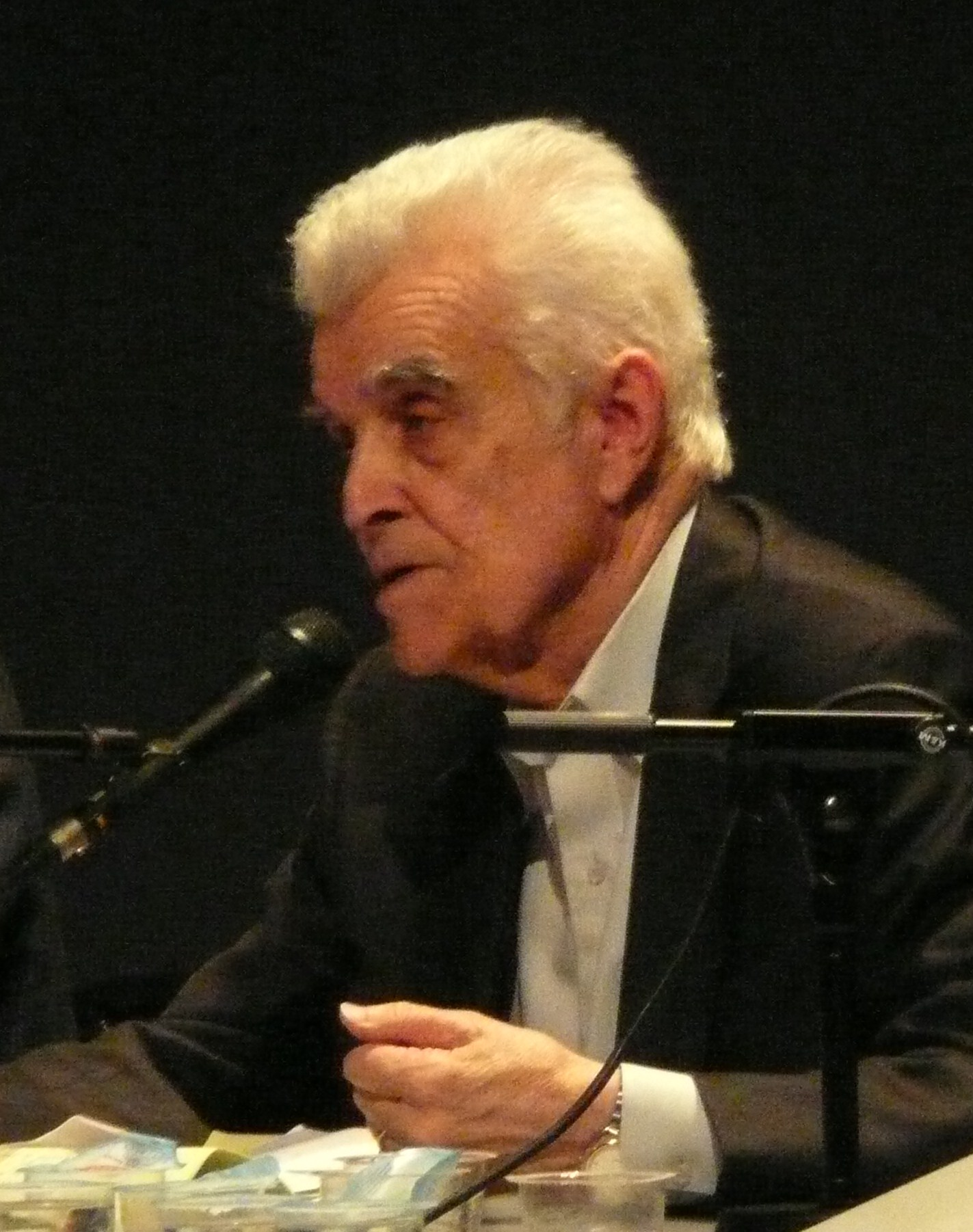
ルネ・ジラール／11月4日没

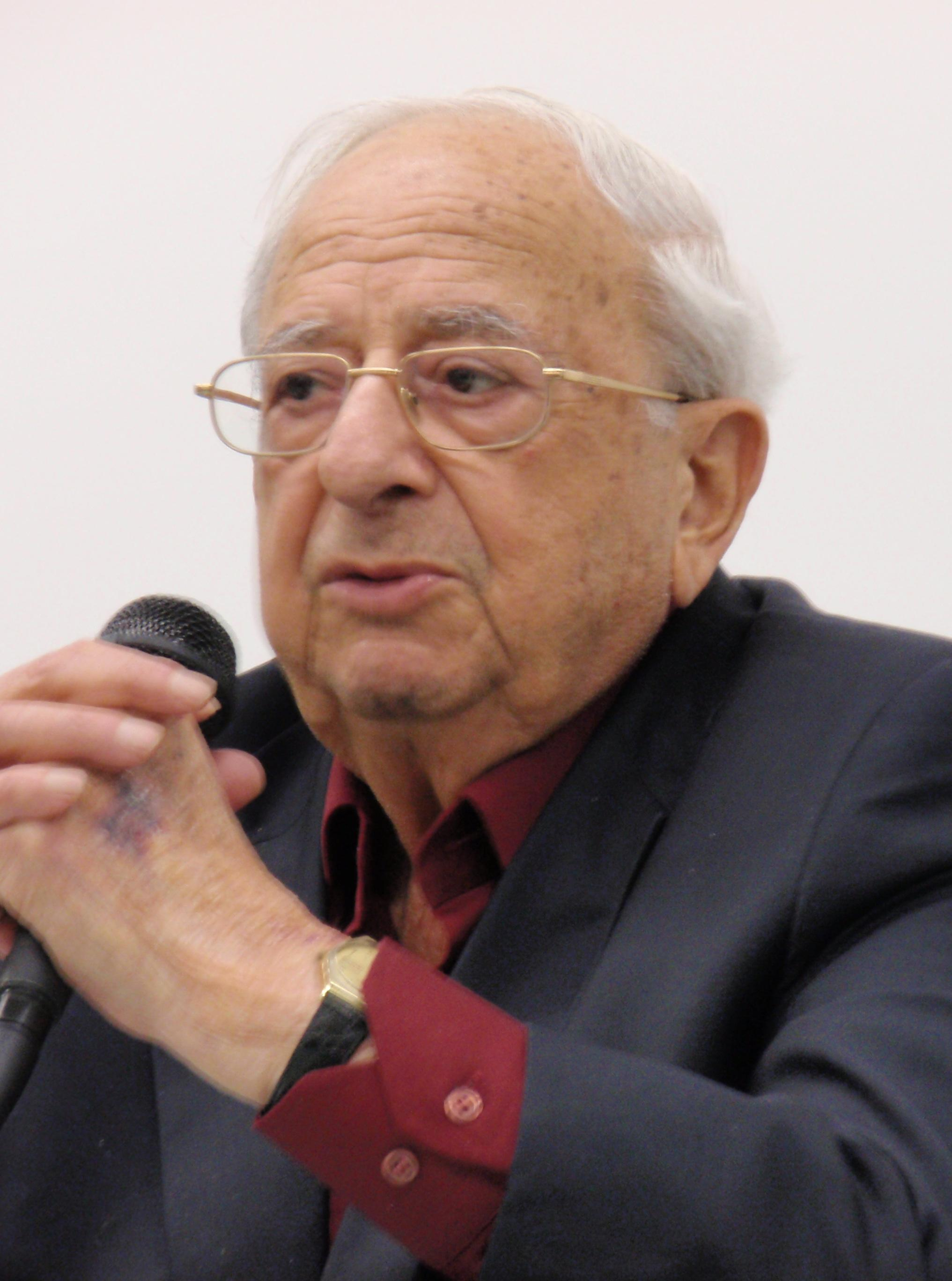
イツハク・ナヴォン／11月6日没

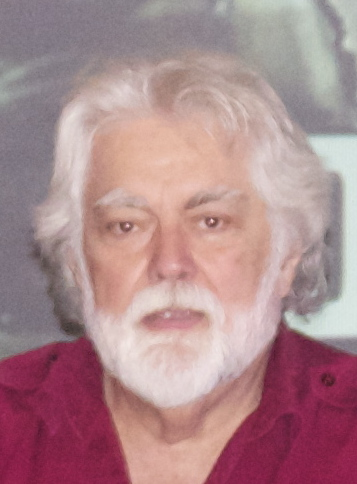
ガンナー・ハンセン／11月7日没

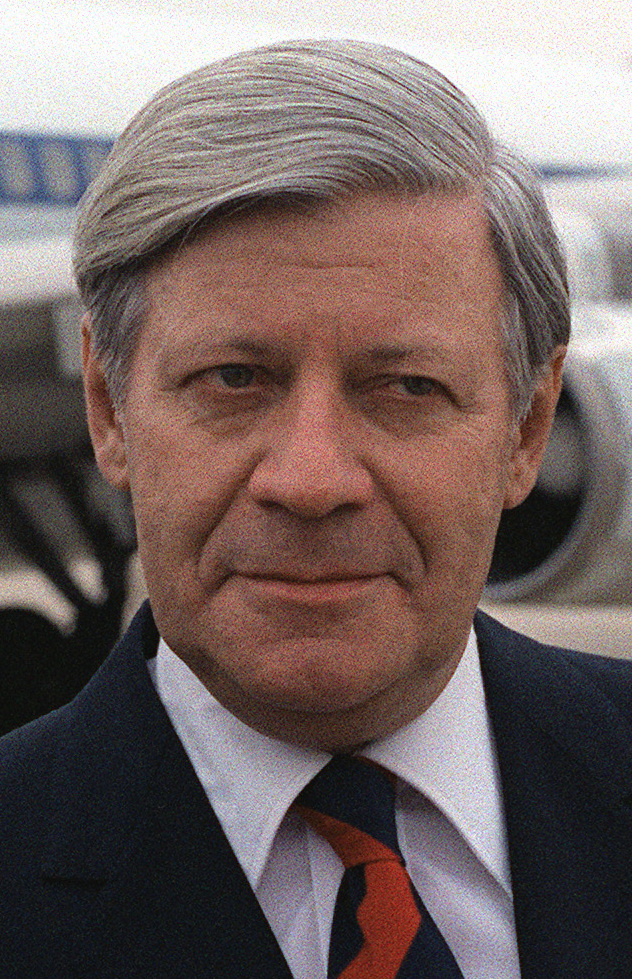
ヘルムート・シュミット／11月10日没

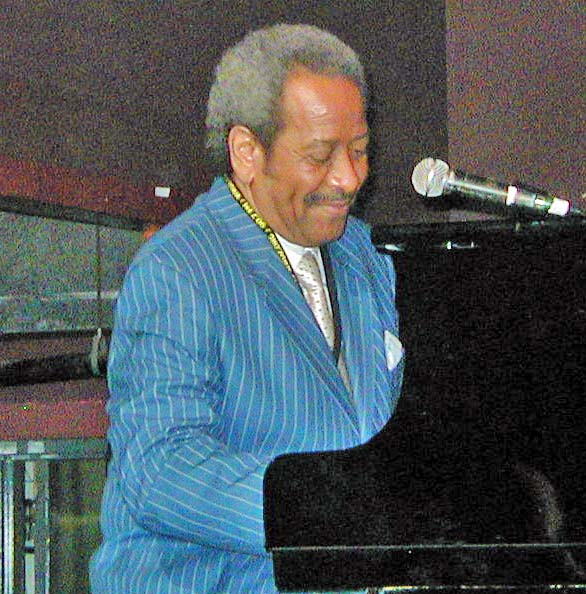
アラン・トゥーサン／11月10日没

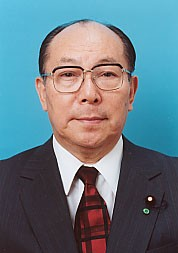
大木浩／11月13日没

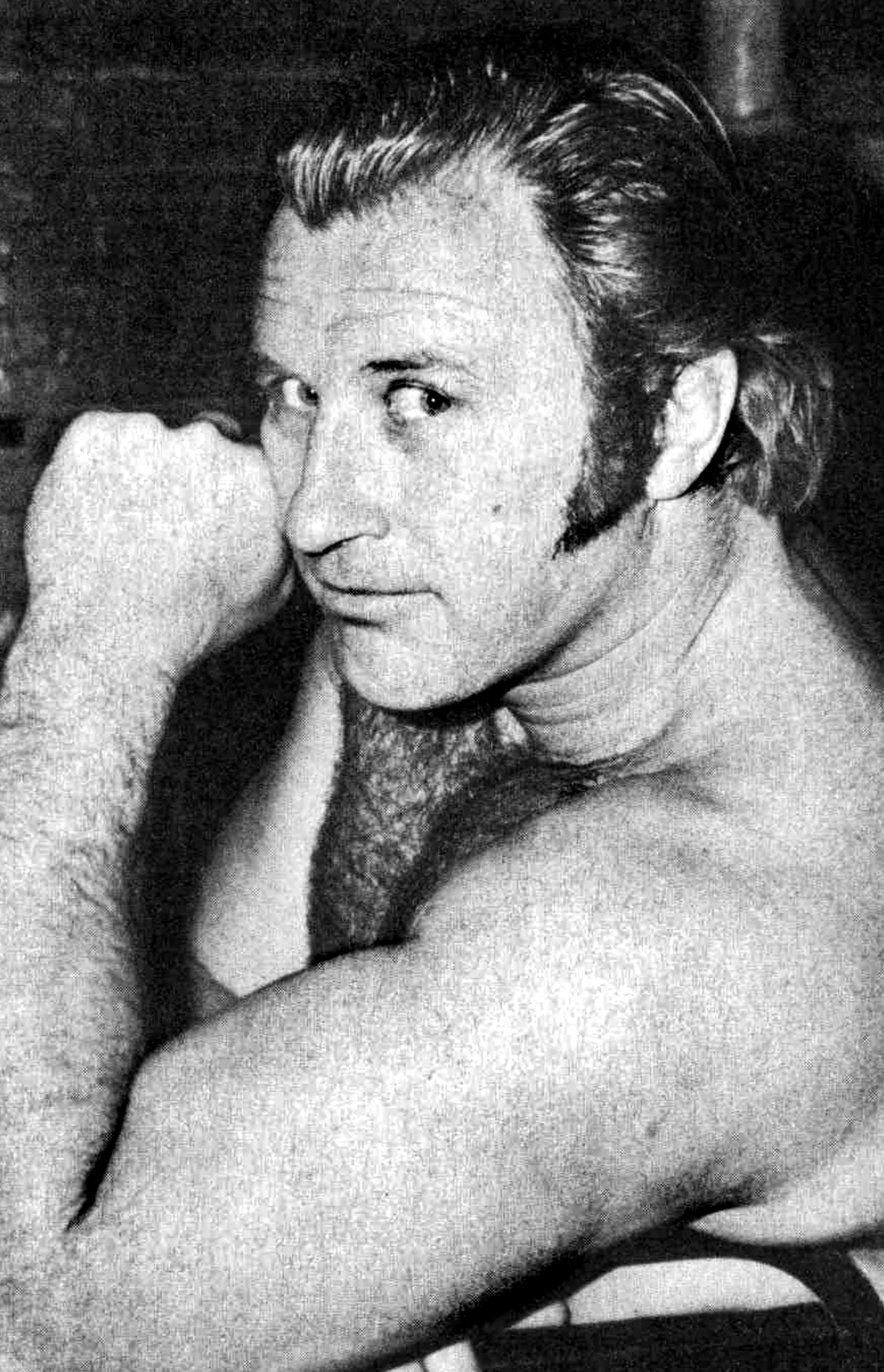
ニック・ボックウィンクル／11月14日没

- 11月1日 - 岩野正彦、日本の実業家、住友商事元副社長（* 1925年）[1]
- 11月1日 - 深江章喜、日本の俳優（* 1926年）[2]
- 11月1日 - ギュンター・シャボフスキー、旧東ドイツの政治家、ジャーナリスト。元ノイエス・ドイチュラント編集長。東ドイツ人民議会議員、ドイツ社会主義統一党（SED）政治局員、党ベルリン地区委員会第一書記（* 1929年）[3]
- 11月1日 - フレッド・トンプソン、アメリカ合衆国の俳優、政治家、元上院議員（* 1942年）[4]
- 11月1日 - 目黒士門、日本の文学研究者（フランス文学）、フランス語学者（* 1933年）[5]
- 11月2日 - 加藤治子、日本の女優（* 1922年）[6]
- 11月2日 - 原禮之助、日本の実業家、元セイコー電子工業社長（* 1923年）[7]
- 11月2日 - 瓜生保彦、日本の実業家、元三井リース事業社長（* 1932年?）[8]
- 11月2日 - 木村力雄、日本の教育行政学者、東北大学名誉教授（* 1935年）[9]
- 11月2日 - 森健志郎、日本の実業家、高知県立坂本龍馬記念館長（* 1942年）[10]
- 11月2日 - 仁田陸郎、日本の元裁判官、東京高等裁判所元長官（* 1942年）[11]
- 11月3日 - あしたひろし、日本の漫才師（* 1922年）[12]
- 11月3日 - 小西康雄、日本野球連盟元理事（* 1943年）[13]
- 11月4日 - ルネ・ジラール、フランスの文芸批評家、アカデミー・フランセーズ席次37（* 1923年）[14]
- 11月4日 - メリッサ・マシスン、アメリカ合衆国の脚本家（* 1950年）[15]
- 11月4日 - 全良雄、日本の実業家、奈良フィル創設者、オーボエ奏者（* 1950年）[16]
- 11月5日 - ジョージ・バリス（英語版）、アメリカ合衆国のデザイナー（* 1926年）[17]
- 11月5日 - 杉野直道、日本の実業家、元日本経済新聞社専務、元テレビ東京社長（* 1931年）[18]
- 11月5日 - 佐藤正敏、日本の経営者、損害保険ジャパン会長（* 1949年）[19]
- 11月5日 - 神谷英山、日本の書家、毎日書道展審査会員（* 1960年）[20]
- 11月6日 - イツハク・ナヴォン、イスラエルの政治家、第5代大統領（* 1921年）[21]
- 11月6日 - 須川保、日本の実業家、元三菱倉庫専務（* 1923年）[22]
- 11月6日 - 秦正二、日本の実業家、元ハーモニック・ドライブ・システムズ副社長 （* 1926年） [23]
- 11月6日 - 青木薪次、日本の政治家、元日本社会党参議院議員、第61代労働大臣（* 1926年）[24]
- 11月6日 - 原澤秀夫、日本の実業家、東急ストア元社長（* 1931年）[25]
- 11月6日 - 松浦輝夫、日本の登山家（* 1934年）[26]
- 11月6日 - 木下一彦、日本の分子生理学者、早稲田大学理工学術院教授（* 1946年）[27]
- 11月7日 - 山本浩三、日本の法学者、元同志社大学長（* 1925年）　[28]
- 11月7日 - 日野太郎、日本の電子物理工学者、東京工業大学名誉教授（* 1927年）[29]
- 11月7日 - 星野命、日本の心理学者、国際基督教大学名誉教授（* 1927年）[30]
- 11月7日 - 李乙雪、朝鮮民主主義人民共和国の軍人、政治家（* 1934年）[31]
- 11月7日 - 石田雄彦、日本の競輪選手（* 1934年）[32]
- 11月7日 - 安宅昭弥、日本の実業家、安宅産業専務（* 1934年）[33]
- 11月7日 - 美馬大道、日本の実業家、ペガサスミシン製造社長（* 1935年）[34]
- 11月7日 - 堀長文、日本の演出家、テレビプロデューサー（* 1936年）[35]
- 11月7日 - ガンナー・ハンセン、アメリカ合衆国の俳優（* 1947年）[36]
- 11月7日 - 宇江佐真理、日本の小説家（* 1949年）[37]
- 11月8日 - 酒井謙太郎、日本の実業家、元東海銀行副頭取、元丸万証券会長（* 1923年）[38]
- 11月8日 - 高崎裕士、日本の環境運動家（* 1931年）[39]
- 11月8日 - 山本和明、日本の政治家、元愛知県議会議長（* 1936年?）[40]
- 11月8日 - 梅本茂夫、日本の実業家、元富士紡ホールディングス社長（* 1942年）[41]
- 11月9日 - アンディ・ホワイト、アメリカ合衆国のドラマー、「5人目のビートルズ」と呼称される人物のひとり（* 1930年）[42]
- 11月9日 - 芹澤邦雄、日本の競馬ジャーナリスト、サンケイスポーツ元編集局次長（* 1940年）[43]
- 11月10日 - ヘルムート・シュミット、西ドイツの政治家、元国防相・経済相・財務相、第5代首相（* 1918年）[44][45]
- 11月10日 - 安井鍵太郎、日本のプロ野球選手（内野手）（* 1918年）[46]
- 11月10日 - 野村光雄、日本の政治家、元公明党衆議院議員（* 1922年）[47]
- 11月10日 - 犬童国信、日本の政治家、元宮崎県野尻町長（* 1922年?）[48]
- 11月10日 - 上田完次、日本の生産工学者、東京大学名誉教授、兵庫県立工業技術センター所長（* 1926年）[49]
- 11月10日 - アラン・トゥーサン、米国ルイジアナ州ニューオーリンズのピアニスト、歌手、ソングライター、プロデューサー（* 1938年）[50]
- 11月10日 - 並河信乃、日本の元社団法人行革国民会議理事兼事務局長（* 1941年）[51]
- 11月10日 - 吉村恵美子、日本の女優（* 1963年）[52]
- 11月10日【死去報道】 - パット・エデリー、イギリス・アイルランドの元競馬騎手（* 1952年）[53][54]
- 11月11日 - 今野栄喜、日本の実業家、元旭化成工業副社長（* 1924年）[55]
- 11月11日 - 鈴木未央子、日本の童画家（* 1931年）[56]
- 11月11日 - 大塚雄司、日本の実業家、元オンワード樫山専務（* 1937年）[57]
- 11月11日 - 高政巳、日本の書家、毎日書道展審査会員（* 1947年）[58]
- 11月11日 - フィル・テイラー（英語版）、イギリスのドラマー、元モーターヘッドメンバー（* 1954年）[59]
- 11月12日 - 荒木誠之、日本の法学者、九州大学名誉教授(* 1924年) [60]
- 11月12日 - 鈴木正和、日本の元アナウンサー、日本放送協会元職員（* 1927年）[61]
- 11月12日 - 江森陽弘、日本のジャーナリスト、キャスター、元朝日新聞編集委員（* 1932年）[62]
- 11月12日 - 藤井恒嗣、日本の実業家、元東邦アセチレン社長、元東ソー常務 (* 1947年) [63]
- 11月13日 - 金関毅、日本の解剖学者、佐賀大学元副学長（* 1926年）[64]
- 11月13日 - 大木浩、日本の政治家、元自由民主党参議院議員・衆議院議員、第3代環境大臣（* 1927年）[65]
- 11月13日 - 野村哲也、日本の実業家、前清水建設社長 （* 1939年）　[66]
- 11月13日 - 野尻知里、日本の実業家、元テルモ上席執行役員 (* 1952年) [67]
- 11月14日 - 一木平蔵、日本の画家、日本美術協会会員 （* 1924年） [68]
- 11月14日 - 花岡宗助、日本の官僚、元日本銀行政策委員、元大阪ガス副社長、特殊法人日本自転車振興会第9代会長 （* 1925年） [69]
- 11月14日 - ニック・ボックウィンクル、アメリカ合衆国の元プロレスラー、元AWA世界ヘビー級王者（* 1934年）[70]
- 11月14日 - 山根伸介、日本のコメディアン、チャンバラトリオリーダー（* 1937年）[71]
- 11月14日 - 阿藤快、日本の俳優、タレント（* 1946年）[72]
- 11月15日 - 入江薫、日本の作曲家、宝塚歌劇団名誉理事 （* 1920年）[73]
- 11月15日 - 山県敬、日本の応用微生物者、近畿大学名誉教授 （* 1922年） [74]
- 11月15日 - 近藤友一、日本の実業家、元三共生興副社長 （* 1924年）[75]
- 11月15日 - 高鳥王昌、日本の実業家、タカトリ創業者（* 1925年）[76]
- 11月15日 - 一海知義、日本の中国文学者、神戸大学名誉教授（* 1929年）[77]
- 11月15日 - 下妻博、日本の実業家、住友金属工業元社長、第13代関西経済連合会会長（* 1937年）[78]
- 11月15日 - 栗原孝、日本の政治家、前福岡県大牟田市長（* 1938年）[79]
- 11月15日 - 横井孝範、日本の実業家、名鉄グランドホテル社長（* 1952年）[80]

## （16日 - 30日）

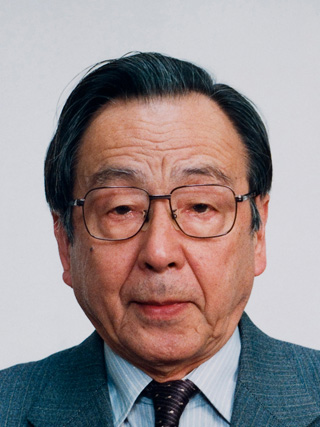
秋山虔／11月18日没

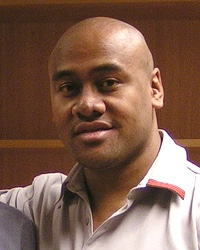
ジョナ・ロムー／11月18日没

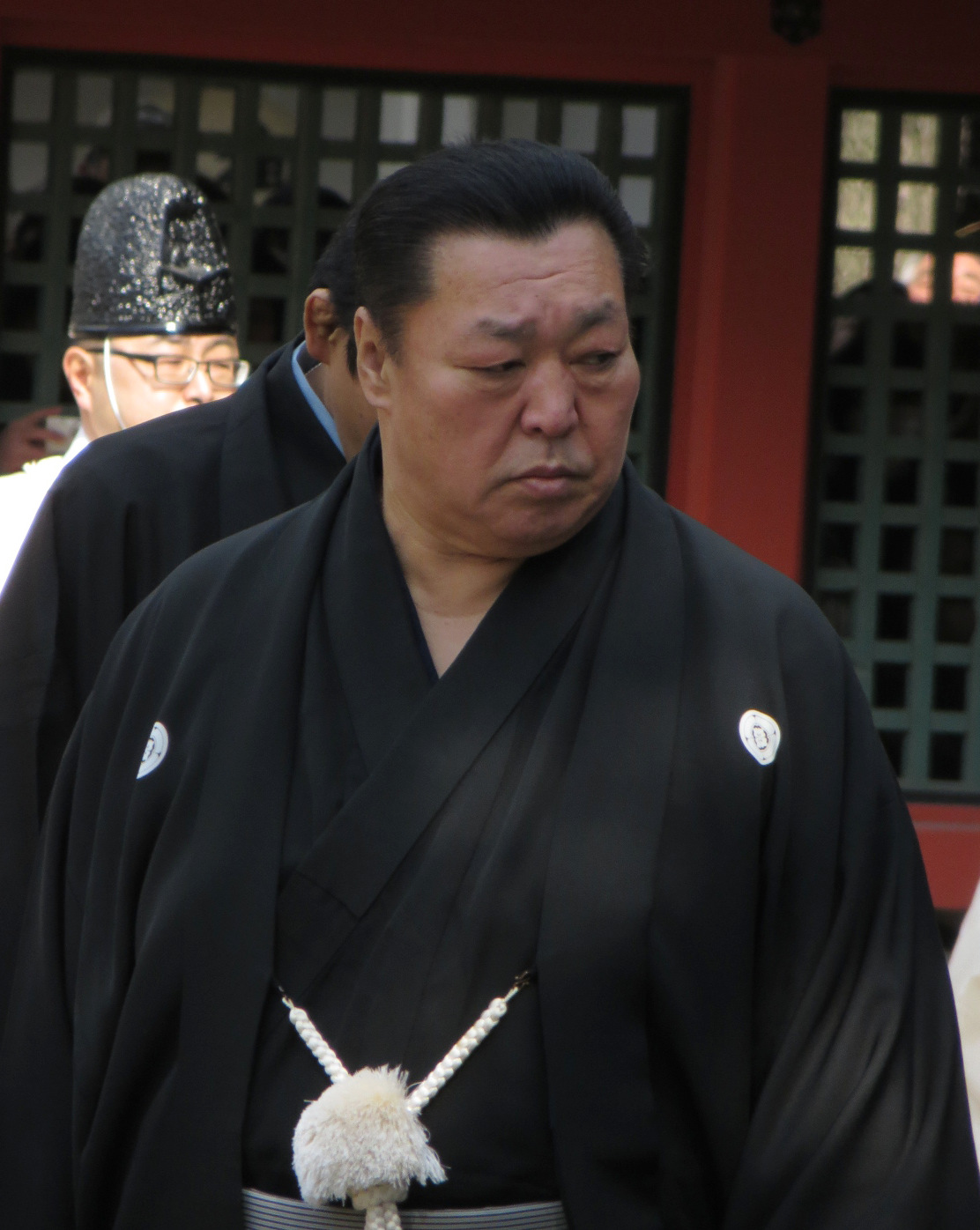
北の湖敏満／11月20日没

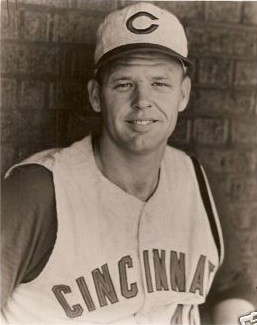
ケン・ジョンソン／11月21日没

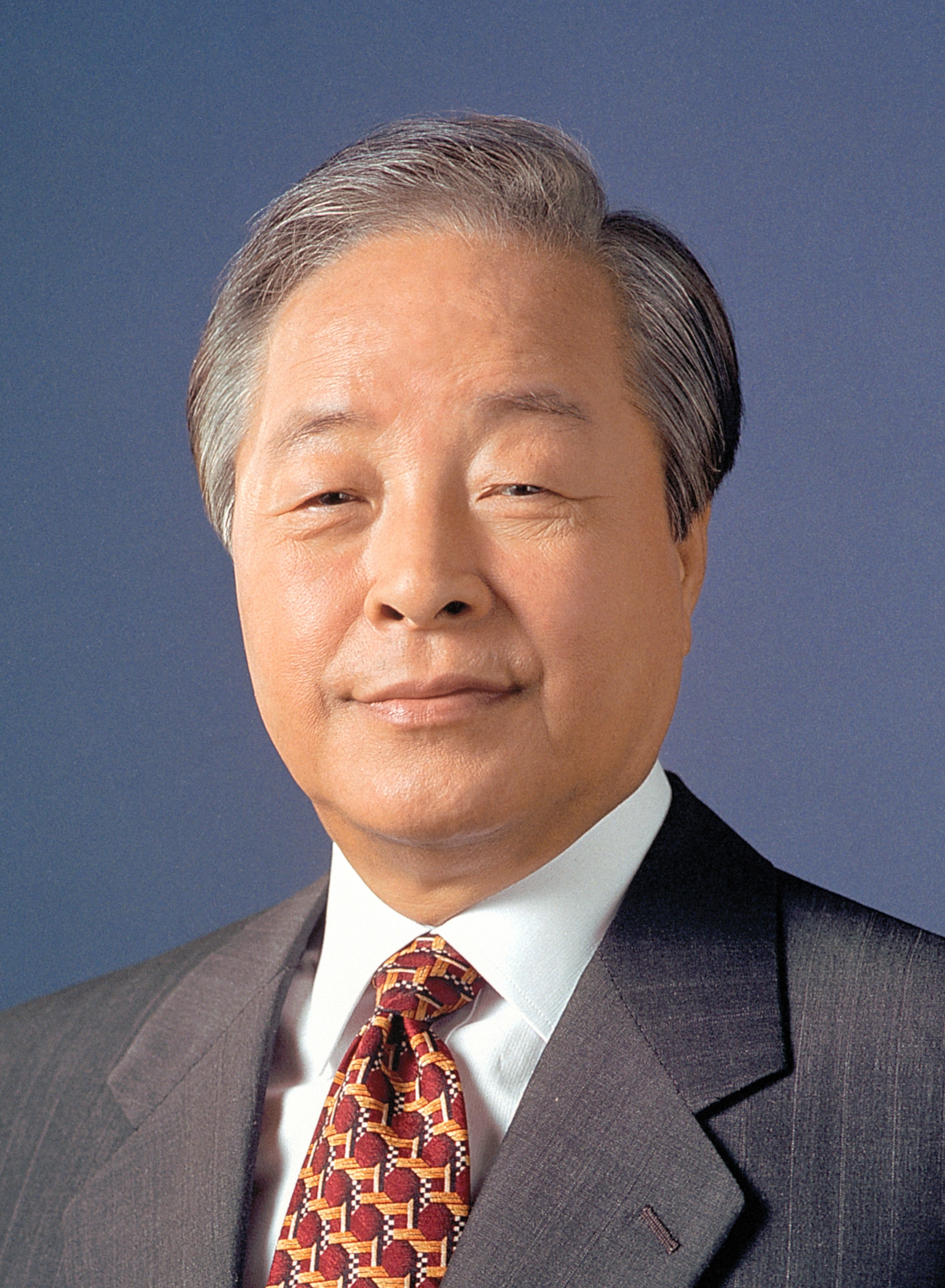
金泳三／11月22日没

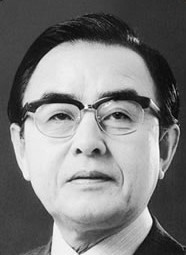
谷川寛三／11月30日没

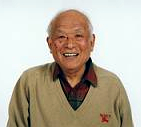
水木しげる／11月30日没

- 11月16日 - 松本嘉司、日本の土木工学者、鉄道技術者（* 1929年）[81]
- 11月16日 - 山田汎暁、日本の書家、毎日書道展審査会員（* 1933年）[82]
- 11月16日 - 岩間辰志、日本の実業家、元サッポロホールディングス社長 (* 1939年)[83]
- 11月17日 - 齋藤美信、日本の政治家、元千葉県議会議長（* 1934年?）[84]
- 11月17日 - 小林尚一、日本の実業家、元東日本実業団陸上競技連盟理事長（* 1939年）[85]
- 11月17日 - 坂口玲子、日本の翻訳者（* 1940年）[86]
- 11月17日 - 宮下盛、日本の海水養殖者、近畿大学水産研究所所長、名誉教授（* 1943年）[87]
- 11月18日 - 舘野万吉、日本の実業家、元日本製鋼所社長 (* 1915年) [88]
- 11月18日 - 秋山虔、日本の国文学者、文化功労者、東京大学名誉教授（* 1924年）[89]
- 11月18日 - 野沢協、日本のフランス文学者（* 1930年）[90]
- 11月18日 - 田部井康寿、名古屋南部大気汚染公害訴訟の原告団長 (* 1935年) [91]
- 11月18日 - 湯原哲夫、日本の実業家、ソーダニッカ社外取締役 (* 1944年) [92]
- 11月18日 - ジョナ・ロムー、ニュージーランドの元ラグビー選手（* 1975年）[93]
- 11月18日 - アブデルハミド・アバウド、ベルギー出身のテロリスト、ISIL傘下テログループ「預言者の剣」リーダー、パリ同時多発テロ主犯格（* 1987年）[94]
- 11月18日 - 方静（英語版）、中国のニュースキャスター（* 1971年）[95]
- 11月19日 - 小倉基、日本の政治家、元東京都渋谷区長、元東京都議会議長 (* 1931年)[96]
- 11月19日 - 内海隆一郎、日本の作家 (* 1937年)[97]
- 11月19日 - 白井智之、日本の病理学者、名古屋市立大学名誉教授 (* 1946年)[98]
- 11月20日 - 木間章、日本の政治家、元日本社会党衆議院議員（* 1930年）[99]
- 11月20日 - 佐藤茂雄、日本の実業家、京阪電気鉄道最高顧問、大阪商工会議所会頭（* 1941年）[100]
- 11月20日 - 北の湖敏満、日本の大相撲力士、第55代横綱、日本相撲協会理事長（* 1953年）[101]
- 11月21日 - 高村多賀子、日本の数学者、東京女子大学名誉教授 (* 1930年) [102]
- 11月21日 - 野沢由己夫、日本の実業家、日本カーリット社長（* 1931年）[103]
- 11月21日 - ケン・ジョンソン、アメリカ合衆国の野球選手（* 1933年）[104]
- 11月21日 - 毛利甚八、日本の著作家、漫画原作者（* 1958年）[105]
- 11月21日 - キャロル・バック、アメリカの女性マネジングディレクター (* 1961年) [106]
- 11月21日 - 松山幸次、日本の俳優（* 1975年）[107]
- 11月22日 - 金泳三、韓国の政治家、第14代大統領（* 1927年）[108]
- 11月22日 - 松岡巌、日本の実業家、日立製作所元副社長（* 1930年）[109]
- 11月22日 - 喜田勲、日本の神学者、上智大学名誉教授 (* 1942年) [110]
- 11月22日 - 古村えり子、日本の教育学者、北海道教育大学教授（* 1953年）[111]
- 11月22日 - フジモトマサル、日本の漫画家、イラストレーター（* 1968年）[112]
- 11月23日 - 真板益夫、日本の教育者、学校法人君津学園の創立者（* 1920年）[113]
- 11月23日 - 鈴木雅洲、日本の産婦人科医、東北大学名誉教授（* 1921年）[114]
- 11月23日 - 横尾龍彦、日本の洋画家（* 1928年）[115]
- 11月23日 - 今井洋介、日本のアーティスト（* 1984年）[116][117]
- 11月24日 - 小畑幸雄、日本の実業家、元野村不動産社長 (* 1922年)
- 11月24日 - 高田宏、日本の小説家、エッセイスト（* 1932年）[118]
- 11月24日 - 松林豊斎、日本の朝日焼窯元十五世（* 1950年）[119]
- 11月25日 - 赫規矩夫、日本の実業家、高速 (企業)創業者（* 1934年）[120]
- 11月25日 - 白川澄子、日本の声優（* 1935年）[121]
- 11月25日 - 藤田辰也、日本の俳優、作曲家（* 1962年）[122]
- 11月25日 - オニール・ベル、ジャマイカのプロボクサー、元世界三団体統一世界クルーザー級王者（* 1974年）[123]
- 11月26日 - 松尾宣夫、日本の自衛官（元航空総隊司令官） (* 1930年) [124]
- 11月26日 - 辛島昇、日本の歴史学者、博士（文学）（東京大学）、東京大学名誉教授・大正大学名誉教授（* 1933年）[125]
- 11月27日 - 松葉邦男、日本の政治家、元長野県軽井沢町長（* 1931年?）[126]
- 11月28日 - 江藤守国、日本の政治家、前福岡県久留米市長（* 1941年）[127]
- 11月28日 - タリフォラウ・タカウ、トンガのラグビー選手（* 1988年）[128]
- 11月29日 - 近藤等、日本のフランス文学者、登山家、早稲田大学名誉教授（* 1921年）[129]
- 11月29日 - 浜口俊一、日本の実業家、元関西電力副社長（* 1922年?）[130]
- 11月30日 - 佐藤泰正、日本の近代日本文学研究者、梅光学院大学特任教授（* 1917年）[131]
- 11月30日 - 谷川寛三、日本の政治家、元衆議院議員・参議院議員【自由民主党所属】、第47代科学技術庁長官（* 1920年）[132]
- 11月30日 - 水木しげる、日本の漫画家（* 1922年）[133][134]
- 11月30日 - 岡本おさみ、日本の作詞家（* 1942年）[135]
- 11月30日 - 村上勝、日本の現代美術家（* 1945年）[136]